# Maximiliano Uggè
Maximiliano Achille Uggè (Treviglio, 24 settembre 1991) è un calciatore italiano, difensore del Chievo.

## Biografia
Nasce a Treviglio il 24 settembre 1991 da padre italiano e madre russa.
È tifoso dell'Atalanta.

## Caratteristiche tecniche
È un difensore centrale che all'occorrenza può essere anche schierato come terzino. Forte fisicamente e abile nel gioco aereo.

## Carriera

### Club
Inizia la carriera nel settore giovanile dell'Inter, iniziando dai Pulcini arrivando fino agli Allievi Nazionali, categoria in cui vince anche lo scudetto nella stagione 2007-2008. L'anno successivo viene mandato in prestito alla Triestina mentre per la stagione 2009-2010 si accasa al Monza.
Dopo due stagioni in Brianza e una stagione in Serie D, in prestito al Lecco, nel 2013 si accasa ai lituani del Sūduva. Durante il corso della stagione esordisce anche nelle coppe europee, giocando il preliminare di Europa League contro i macedoni del Turnovo, venendo eliminato ai calci di rigore. Durante il triennio lituano viene nominato vice capitano e chiude la propria esperienza con 104 presenze complessive condite da dodici gol.
Nel febbraio 2016 si accasa in Estonia, al Kalju Nõmme, ritrovando l'ex compagno di squadra ai tempi dell'Inter, Damiano Quintieri. Con la squadra estone torna a calcare campi europei raggiungendo il terzo turno preliminare dell'Europa League 2016-2017 venendo tuttavia eliminato dai turchi dell'Osmanlıspor. Realizza una rete anche nella gara di ritorno del primo turno delle qualificazioni per la Champions League 2019-2020 contro lo Škendija, rete che sblocca il match terminato 2-1 per gli estoni.
Nell'agosto 2019, dopo sette anni torna in Italia, trasferendosi al Gozzano, club militante in Serie C. Il 30 luglio 2020 viene tesserato dal Gubbio, con cui firma un contratto annuale.
Il 22 giugno 2021, Uggè fa ritorno in Estonia, legandosi con un annuale al Levadia Tallinn. Nel suo periodo con la formazione estone, il difensore vince un campionato (nel 2021) e una supercoppa nazionale (nel 2022).
Il 30 giugno 2023, Uggè viene ufficialmente ingaggiato dal Sant'Angelo, in Serie D, rientrando così in Italia.

### Nazionale
Nel 2011 ha giocato tre partite con la nazionale Under-20.

## Statistiche

### Presenze e reti nei club
Statistiche aggiornate al 4 maggio 2025.
| Stagione               | Squadra                | Campionato             | Campionato | Campionato | Coppe nazionali | Coppe nazionali | Coppe nazionali | Coppe europee | Coppe europee | Coppe europee | Altre coppe | Altre coppe | Altre coppe | Totale | Totale | Totale |
| Stagione               | Squadra                | Comp                   | Pres       | Reti       | Comp            | Pres            | Reti            | Comp          | Pres          | Reti          | Comp        | Pres        | Reti        | Pres   | Reti   |        |
| ---------------------- | ---------------------- | ---------------------- | ---------- | ---------- | --------------- | --------------- | --------------- | ------------- | ------------- | ------------- | ----------- | ----------- | ----------- | ------ | ------ | ------ |
| 2010-2011              | Monza                  | 1D                     | 21         | 0          | CI-LP           | 1               | 0               | -             | -             | -             | -           | -           | -           | 22     | 0      |        |
| 2011-2012              | Monza                  | 1D                     | 17         | 1          | CI-LP           | 3               | 0               | -             | -             | -             | -           | -           | -           | 20     | 1      |        |
| Totale Monza           | Totale Monza           | Totale Monza           | 38         | 1          |                 | 4               | 0               |               | -             | -             |             | -           | -           | 42     | 1      |        |
| 2012-2013              | Lecco                  | D                      | 18         | 0          | -               | -               | -               | -             | -             | -             | -           | -           | -           | 18     | 0      |        |
| 2013                   | Sūduva                 | A                      | 29         | 3          | CL              | 1               | 0               | -             | -             | -             | -           | -           | -           | 30     | 3      |        |
| 2014                   | Sūduva                 | A                      | 34         | 3          | CL              | 2               | 1               | UEL           | 2             | 0             | -           | -           | -           | 38     | 4      |        |
| 2015                   | Sūduva                 | A                      | 33         | 5          | CL              | 3               | 0               | -             | -             | -             | -           | -           | -           | 36     | 5      |        |
| Totale Sūduva          | Totale Sūduva          | Totale Sūduva          | 96         | 11         |                 | 6               | 1               |               | 2             | 0             |             | -           | -           | 104    | 12     |        |
| 2016                   | Kalju Nõmme            | ML                     | 33         | 4          | CE+CE           | 1+4             | 0               | UEL           | 6             | 0             | SE          | 1           | 0           | 45     | 4      |        |
| 2017                   | Kalju Nõmme            | ML                     | 28         | 1          | CE              | 2               | 0               | UEL           | 4             | 0             | -           | -           | -           | 34     | 1      |        |
| 2018                   | Kalju Nõmme            | ML                     | 33         | 7          | CE              | 4               | 1               | UEL           | 2             | 0             | -           | -           | -           | 39     | 8      |        |
| 2019                   | Kalju Nõmme            | ML                     | 23         | 6          | CE              | -               | -               | UCL+UEL       | 4+2           | 1+0           | SE          | 1           | 1           | 30     | 8      |        |
| Totale Kalju Nõmme     | Totale Kalju Nõmme     | Totale Kalju Nõmme     | 117        | 18         |                 | 11              | 1               |               | 18            | 1             |             | 2           | 1           | 148    | 21     |        |
| 2019-2020              | Gozzano                | C                      | 25         | 0          | CI-C            | 0               | 0               | -             | -             | -             | -           | -           | -           | 25     | 0      |        |
| 2020-2021              | Gubbio                 | C                      | 33         | 0          | CI-C            | -               | -               | -             | -             | -             | -           | -           | -           | 33     | 0      |        |
| lug.-dic. 2021         | Levadia Tallinn        | ML                     | 15         | 1          | CE              | 2               | 0               | UECL          | 4             | 0             | SE          | 1           | 0           | 22     | 1      |        |
| 2022                   | Levadia Tallinn        | ML                     | 30         | 3          | CE              | 1               | 0               | UCL+UECL      | 1+2           | 0+1           | -           | -           | -           | 34     | 4      |        |
| Totale Levadia Tallinn | Totale Levadia Tallinn | Totale Levadia Tallinn | 45         | 4          |                 | 3               | 0               |               | 7             | 1             |             | 1           | 0           | 56     | 5      |        |
| 2023-2024              | Sant'Angelo            | D                      | 30         | 4          | CI-D            | 1               | 0               | -             | -             | -             | -           | -           | -           | 29     | 4      |        |
| 2024-2025              | Chievo                 | D                      | 33         | 1          | CI-D            | 1               | 0               | -             | -             | -             | -           | -           | -           | 34     | 1      |        |
| Totale carriera        | Totale carriera        | Totale carriera        | 411        | 38         |                 | 25              | 2               |               | 27            | 2             |             | 3           | 1           | 466    | 43     |        |

## Palmarès

### Club

#### Competizioni giovanili
- Campionato nazionale Giovanissimi: 1

Inter: 2005-2006
- Campionato nazionale Allievi: 1

Inter: 2007-2008

#### Competizioni nazionali
- Campionato estone: 2

Kalju Nõmme: 2018
Levadia Tallinn: 2021
- Supercoppa d'Estonia: 2

Kalju Nõmme: 2019
Levadia Tallinn: 2022